# Mourecotelles atacama
Mourecotelles atacama är en biart som först beskrevs av Toro och Cabezas 1978.  Mourecotelles atacama ingår i släktet Mourecotelles och familjen korttungebin. Inga underarter finns listade i Catalogue of Life.